# Fram2
Fram2 è stata una missione spaziale privata e gestita da SpaceX con una navicella Crew Dragon, per conto dell'imprenditore Chun Wang, lanciata il 1 aprile 2025. Durante la missione, Wang e il suo equipaggio interamente civile — composto da Jannicke Mikkelsen, Eric Philips e Rabea Rogge — sono stati portati in un'orbita polare, evento mai verificatosi prima per un volo spaziale con equipaggio umano. Durante i tre-cinque giorni della missione, l'equipaggio ha condotto ricerche scientifiche.

## Equipaggio
L'equipaggio è stato annunciato ad agosto 2024.
| Ruolo                     | Equipaggio                    | Equipaggio                    |
| ------------------------- | ----------------------------- | ----------------------------- |
| Comandante della missione | Chun Wang Primo volo          | Chun Wang Primo volo          |
| Comandante del veicolo    | Jannicke Mikkelsen Primo volo | Jannicke Mikkelsen Primo volo |
| Pilota                    | Rabea Rogge Primo volo        | Rabea Rogge Primo volo        |
| Responsabile medico       | Eric Philips Primo volo       | Eric Philips Primo volo       |

Wang è il comandante della missione, mentre Mikkelsen è al comando della navicella spaziale, con le tradizionali responsabilità operative normalmente affidate a un comandante NASA.

## Missione
Nominata Fram2 in riferimento e come successore della nave da esplorazione polare Fram, la missione ha lo scopo di studiare le regioni polari della Terra e il loro ambiente spaziale. &Egrave stata una missione in volo libero della navicella spaziale Crew Dragon, senza docking a una stazione spaziale. Inizialmente era stata selezionata la navicella Endurance per questa missione, perché condivide il nome con la nave per l'esplorazione antartica di Ernest Shackleton. Tuttavia, in seguito è stato deciso di utilizzare la navicella Resilience, a causa di cambiamenti nella pianificazione delle missioni Crew Dragon. La navetta è stata equipaggiata con la cupola panoramica, già utilizzata nella missione Inspiration4. Il lancio è avvenuto il 1 aprile 2025. Verrà lanciata dal Complesso di lancio 39 del Kennedy Space Center.
La navetta è entrata in un'orbita terrestre bassa (tra i 425 e i 450 km) con un'inclinazione polare (90º), che le ha permesso di sorvolare entrambi i poli terrestri. Aveva l'obiettivo di osservare e studiare fenomeni simili alle aurore, come STEVE (Strong Thermal Emission Velocity Enhancement) e raggi verdi, e ha condotto esperimenti sul corpo umano, inclusa la prima radiografia effettuata su una persona nello spazio.
Rogge ha effettuato una serie di trasmissioni di immagini in modalità Slow-scan television (SSTV) via radio amatoriale. Queste trasmissioni sono destinate a gruppi educativi che parteciperanno a un evento chiamato FRAM2 Ham.
Il 4 aprile 2025 la navetta è ammarata con successo al largo della California.